# Altägyptisches Totengericht

Darstellung des Totengerichts im Tempel von Deir el-Medina

Das altägyptische Totengericht (auch Gerichtshof der Unterwelt) ist eine Vorstellung in der Mythologie des Alten Ägypten. Es besteht aus einem Tribunal von 42 Totenrichtern, die im Amduat, Pfortenbuch und im Totenbuch darüber entscheiden, welche Ba-Seelen in die Unterwelt übertreten dürfen (Amduat) beziehungsweise welche Ba-Seelen die Erlaubnis zur Vereinigung mit ihrem Leichnam erhalten (Pfortenbuch, Totenbuch).
Das primäre Ziel einer erfolgreichen Verhandlung vor dem Totengericht war die Umwandlung des Toten in einen gerechtfertigten Ahnengeist und nicht, wie öfter angenommen, der Übergang aus der Welt der Lebenden in die Welt der Toten. Hierzu war die körperliche Reinheit des Toten unabdingbar. Die positive Entscheidung des Totengerichts dokumentierte die erfolgreiche Loslösung der Sünden vom Körper des Toten. Mit der anschließenden Verklärung war es dem Toten möglich, den Übertritt nach Sechet-iaru („Gefilde der Binsen“) in die Götterwelt vornehmen zu können und mit den Göttern die weitere Fortexistenz zu vollziehen.

## Geschichtliche Entwicklung
Die Idee eines Totengerichtes bildete sich bereits im Alten Reich heraus und ist im Zusammenhang des königlichen Himmelsaufstiegs in den Pyramidentexten bezeugt. Bevor der königliche Himmelsaufstieg begann, musste das Ritual der Einbalsamierung und Mumifizierung durchgeführt werden. Die damit verbundene Entnahme der Körperflüssigkeiten mit begleitender Verklärung fand durch zusätzliches Begießen des Körpers mit Wasser statt, der dazu auf ein wasserbeckenähnliches Gebilde gelegt wurde. Diesen Vorgang beschrieben die Altägypter als „Überquerung des Sees“. Das zu dieser Zeit nur für den König (Pharao) anrufbare göttliche Totengericht stellte eine Gefahr dar, da ein „Antrag auf Überprüfung der Taten“ bei Verfehlungen des Königs ein negatives Urteil folgen ließ, was nicht nur den Himmelsaufstieg verhinderte, sondern zu einem ewigen Aufenthalt im „verborgenen Bereich des Todes“ führte. Die Idee des Totengerichts war somit zunächst nur auf den König selbst und seine engsten Vertrauten beschränkt.
Erst im Verlauf des Mittleren Reiches vereinigte sich durch das neue theologische Konzept der dritten Ebene (Duat) auch im privaten Bereich nach erfolgreicher Prüfung durch das Totengericht die vor allem in Vogelgestalt erscheinende Ba-Seele als Träger der unvergänglichen Kräfte im Jenseits wieder mit dem Körper des Toten, der daher als Mumie unbedingt zu erhalten war. Die Vorstellung vom Jenseits war beeinflusst von der Welt, die die Ägypter sahen: ein lebensspendender, im Norden ein weites, fruchtbares Delta bildender Fluss, umgeben von Wüsten im Westen und Osten, Orten des Todes (der Westen, Ort der untergehenden Sonne, war synonym für das Totenreich). Die Seele hatte zunächst eine heikle, ständig von Dämonen und anderen Gefahren bedrohte Reise durch die Unterwelt zu bestehen, eine in vielen anderen Religionen bis hin zum Hinduismus und Buddhismus verbreitete Vorstellung.

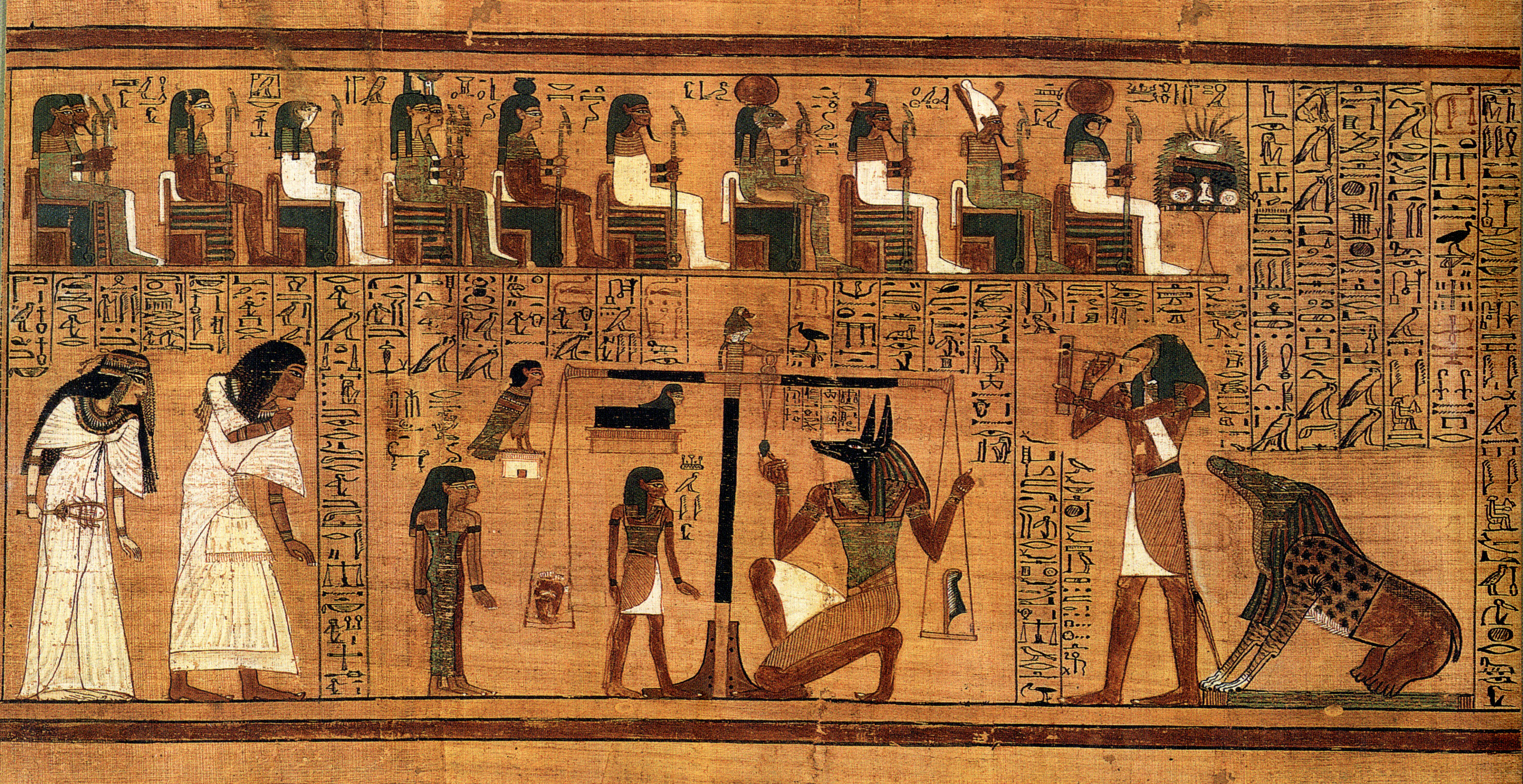
Szene aus dem Totengericht des Neuen Reichs

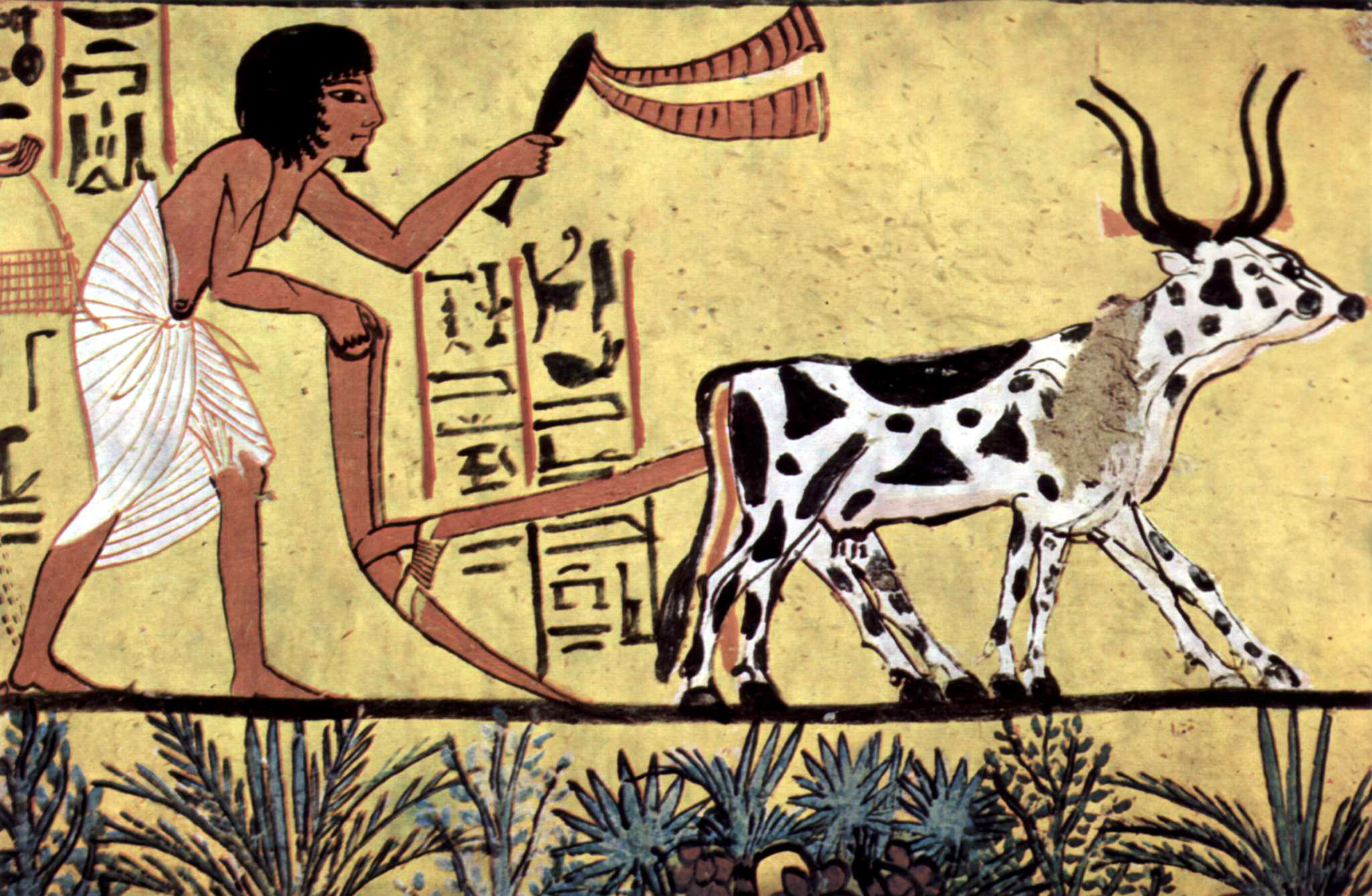
Sechet-iaru (Grab des Sennedjem in Theben-West)

Das im Neuen Reich modifizierte Totengericht (auch „Halle der Vollständigen Wahrheit“), vor das jeder nichtkönigliche Verstorbene treten musste, erhielt erstmals kanonische Vorschriften und genaue Rahmenbedingungen. Konnte in der Vergangenheit der Verstorbene während des Totengerichts wegen jedweder Taten angeklagt werden, wusste nun jeder Altägypter im Voraus, welche „Anklagepunkte“ ihn erwarteten. Auf Grund der Kanonisierung konnte das Leben vor dem Tod an die Gesetze des Totengerichts angepasst werden. Das Totengericht bestand aus einem von Osiris, einem alten chthonischen Gott, geleiteten Tribunal aus 42 auch dämonisch aufgefassten Totenrichtern (Gaugötter), die darüber entschieden, welche Ba-Seelen in das Jenseits übertreten durften. Grundvorstellung war, dass jeder Tote im Jenseits von den „Sünden des Lebens“ vor dem Totengericht befreit wird. Bei einem Scheitern drohte dem Verstorbenen der Aufenthalt in der Keku-semau (Finsternis), die nicht von den lebensbringenden Strahlen der Nachtsonne erreicht werden konnte. Insofern diente das Totengericht der Erlaubnis, die dafür notwendige Verklärung zu erhalten. Der Besitz des Totenbuches stellte dabei bereits einen magischen Schutz vor der Gefährdung durch das Totengericht dar, um die 82 negativen Schuldbekenntnisse gemäß Kapitel 125 des Totenbuches zu bestehen. Dort werden in zwei Listen alle Dinge genannt, von denen der Tote freigesprochen werden muss, um eine erfolgreiche Wiedervereinigung zwischen der Ba-Seele und seinem Leichnam vornehmen zu können. Bei einem Scheitern drohte der „zweite und endgültige Tod“. Als direkter Vorläufer des Totenbuchspruches 125 diente das „Buch vom Tempel“, das ebenfalls ähnliche negative Schuldbekenntnisse für Priester enthält. Joachim Friedrich Quack datiert jene Priesterbekenntnisse in das Mittlere Reich.
Gemäß Totenbuchspruch 125 betrat der Tote das Gericht unter Führung des schakalköpfigen Gottes Anubis. Eine entscheidende Rolle bei der eigentlichen Prüfung kam der als Feder symbolisierten Göttin Maat zu, die eigentlich ein altes, erst später personifiziertes Harmonie- und Gerechtigkeitssymbol darstellt. Sie bildete in Gestalt einer Feder, wenn das Herz des Toten gewogen wurde, das Gegengewicht auf der Waage der Gerechtigkeit in der Totengerichtsszenerie. Zudem fungierte ihr Gatte, der ibisköpfige Thot, Herr des Wissens, Schreibens und Berechnens sowie Schutzgott der Beamten, als Totengott und Helfer des den Vorsitz führenden Osiris während des Totengerichtes als Protokollant des Verfahrens. Waren Herz und Maat im Gleichgewicht, hatte der Tote die Prüfung bestanden und wurde von Horus, Sohn des Osiris und Schutzgott des Pharaos, vor den Thron des Osiris geführt, um dort sein Urteil entgegenzunehmen; war das Urteil aber negativ, wurde das Herz nach der Amarna-Zeit der Göttin Ammit zur Vernichtung anheimgegeben. Die Übereinstimmung von Herz und Maat bewies nicht automatisch eine richtige Lebensführung, sondern die Fähigkeit des Verstorbenen, sich von seinen „bösen Taten rituell reinigen“ zu lassen. Nicht die „Unschuld“ bestimmte das Urteil, sondern die Fähigkeit, sich von seinen Sünden loszulösen. Die Themenbereiche Schamanismus, Prophetismus sowie Mystizismus waren in Verbindung mit dem Totengericht vor der griechisch-römischen Zeit im Alten Ägypten unbekannt.

### Das Totengericht in Bezug auf den König (Pharao)
Seit der frühdynastischen Zeit verstand sich der König (Pharao) als Sohn der Himmelsgottheiten; er war zugleich ihr Bevollmächtigter, Abgesandter, Partner und Nachfolger. Die letztgenannte Gleichsetzung bezieht sich auf die Regierungszeit der Götter, die nach altägyptischer Mythologie zuvor auf der Erde herrschten. Die Ägyptologie verwarf zwischenzeitlich das bis weit über die Mitte des 20. Jahrhunderts vertretene Konzept, das den König mit einer Gottheit gleichsetzte, und definierte aufgrund der Quellenlage die Rolle des Königs in Übereinstimmung mit der altägyptischen Mythologie neu. Die Sonderrolle kennzeichnete den König als „göttlichen Vermittler“, der die Pläne der Himmelsgötter an die Menschen weitergab und darauf achtete, dass der „göttliche Wille“ entsprechend umgesetzt wurde. Nach dem Tod des Königs (Pharao) trat dieser seinen Himmelsaufstieg an, um dort als vergöttlichter König „neu geboren im Verbund der anderen Gottheiten sowie Ahnen“ sein Amt ausüben zu können. Die bei der Krönung „rituell aktivierte Göttlichkeit“ hinsichtlich des Königsamtes versetzte den König in die Rolle des irdischen Repräsentanten der Götter. Damit verbunden übergaben die Gottheiten „ihre Throne, lange Regierungsjahre und das Land Ägypten“, damit der König mit göttlichem Segen die Weltordnung Maat aufrechterhält und gegen ausländische Eroberer schützt. Aus dem zweiten Jahrtausend v. Chr. ist ein Text bekannt, der in zahlreichen Tempeln angebracht wurde und die göttliche Legitimation beschreibt:

„Re hat den König eingesetzt auf der Erde der Lebenden für immer und ewig. [So ist er tätig] beim Rechtsprechen den Menschen, beim Zufriedenstellen der Götter, beim Entstehenlassen der Wahrheit und der Vernichtung der Sünde. Er gibt den Göttern Opferspeisen, Totenopfer den Verklärten.“

In sämtlichen Königsgräbern seit dem Neuen Reich fehlt die Vignette des Totenbuchspruches 125, die das Wiegen des Herzens illustriert. Damit verbunden fehlen Abbildungen von Ammit als „dämonische Totenfresserin“. Die Gründe sind im Selbstverständnis des Königs (Pharao) zu sehen, der das Prinzip der Maat in sich trägt und symbolisiert. Daher passten die Könige in ihren Gräbern die Texte inhaltlich an das Maat-Prinzip insbesondere dahingehend an, dass der König kein „negatives Schuldbekenntnis“ abgeben musste. Im Gegensatz zum Totenbuchspruch 125 entfiel in den Darstellungen der Königsgräber die Rechtfertigungssequenz des Königs. Die Totenrichter sprachen ihn auf der Grundlage des Maat-Prinzips von persönlichen Verfehlungen generell frei. Ammit ist deshalb in den Königsgräbern ausschließlich als menschengestaltige Göttin dargestellt und fungierte so unter anderem als Schutzgöttin des verstorbenen Königs. In einer aus dem Grab Tutanchamuns stammenden Inschrift auf einer Nilpferd-Bahre heißt es: „Der König wird von ihr geliebt“. Der König (Pharao) verstand sich so als personifizierter Osiris und musste sich daher nicht vor dem Totengericht verantworten sowie als Verstorbener vor Osiris erscheinen. Die entsprechend veränderten Königseinschübe erklären das Selbstverständnis:

„Der König lässt sich nieder am Leib der Nut […] Der König geht heraus und hält am Torweg des Westens […] Der König durchschreitet die Pforten nach Re […] Er wandelt hinter Re.“

### Das Totengericht in Bezug auf nicht königliche Personen
Nach dem Tod vereinigte sich nach den Vorstellungen der Ägypter die Ba-Seele in der Duat mit dem Leichnam des Verstorbenen. Die Vorstellung vom Jenseits war beeinflusst von der Welt, die die Ägypter im Leben sahen: ein Fluss mit sandigem Ufer, der durch eine von Bergen umgebene Ebene floss. Für die neu angekommene Seele gab es dort Furcht einflößende Hindernisse wie etwa gefährliche Seen, Inseln und Wüsten, einen Feuersee und einen Hügel, auf dem ein Kopf erschien, wenn sich die Seele ihm näherte. Außerdem gab es Dämonen mit Namen wie beispielsweise: „Der Rückwärtsblickende, der aus dem Abgrund kommt“. Die Dämonen versuchten die Seele mit Stöcken, Speeren, Vogelfallen und Netzen zu fangen. Die Seele konnte sich nur retten, wenn sie die geheimen Namen der Dämonen kannte, die im Totenbuch nachzulesen waren.
Ägyptische Sargtexte konnten daher Karten der Unterwelt und Zaubersprüche enthalten, um den Toten im Totenreich bei der Bewältigung der Gefahren zu helfen. In einem solchen Sargtext wurde auch das Schicksal von entlarvten Feinden des Sonnengottes Re beschrieben: Sie wurden in der Vernichtungsstätte geköpft, zerstückelt, verbrannt oder lebend in einen Kessel kochenden Wassers geworfen.

### Das Totengericht in Bezug auf die altägyptische Astronomie
Sowohl die Verstorbenen als auch die unsichtbaren Chatiu-Dämonen müssen vor den 42 beisitzenden Richtern des Totenbuches das „negative Schuldbekenntnis“ ablegen. Damit gehörte die „Lösung“ zu den Bestattungsriten. Das „negative Schuldbekenntnis“ des Chatiu-Dämons basiert wahrscheinlich auf der notwendigen Reinheit des zuständigen Priesters, der nur so die Rezitationen vornehmen konnte. Hinzu kommt, dass die priesterliche Reinheit Voraussetzung für den Tempelzutritt war. Nach dem Ende der Dienstzeit eines Phylenpriesters war eine erneute Reinigung vor seinem Amtsantritt notwendig. Das Reinheitsbekenntnis des jeweiligen Priesters als Zugangsberechtigung steht daher wohl in direktem Zusammenhang der „Dekaden-Lösung“.
Im Totenbuch ist unter der Nr. 158 im „Spruch für einen goldenen Halskragen“ die Lösung standardisiert: „Löse mich, sieh mich an. Ich bin einer von denen (Chatiu-Dekane), die zur Lösung gehören, wenn sie Geb sehen.“ Auch Totenbuchspruch 125 zielt in die gleiche Richtung: „Einen Mann ablösen von den Sünden. Das Angesicht der Götter zu schauen.“ Auf einem Ostraka steht diesbezüglich geschrieben: „Mögest du das Verderben beseitigen und Milde zeigen, man tut ja das, was du gesagt hast.“ Die angestrebte „Lösung“ stellt daher die Bitte des Verstorbenen dar, wie ein temporär toter Dekanstern am Ende der 70 Tage andauernden Bestattungsriten wiedergeboren zu werden. Im Buch vom Atmen wird berichtet, dass der Verstorbene vor dem Einwickeln mit Mumienbinden für das „Lösen seiner Übel“ zu einem See gebracht wurde, um dort die magischen Riten zu vollziehen.